# Antiretroviralni lek
HIV/AIDS menadžement normalno obuhvata upotrebu više antiretroviralnih lekova u pokušaju da se zauzda HIV infekcija. Postoji nekoliko klasa antiretroviralnih agenasa koje deluju u različitim stupnjevima HIV životnog ciklusa. Istovremena upotreba višestrukih lekova koji deluju na različitim viralnim metama je poznata kao visoko aktivna antiretroviralna terapija (HAART). HAART umanjuje sveukupno HIV opterećenje pacijenta, olakšava održavanje funkcije imunskog sistema, i sprečava oportunističke infekcije koje često dovode do smrti. HAART takođe sprečava prenošenje virusa HIV-a između serodiskordantnih istospolnih i suprotnopolnih partnera, dokle god HIV-pozitivni partner održava neodrediv virusni sadržaj.
Tretman je u toj meri uspešan da je u mnogim delovima sveta, HIV postao hronično oboljenje čija progresija u AIDS je izuzetno retka. Antoni Fauci, načelnik američkog Nacionalnog instituta za alergiju i infektivne bolesti, je napisao, „Sa sadašnjom kolektivnom i odlučnom akcijom i nepokolebljivom posvećenosti u narednim godinama, generacija bez AIDS-a je zaista na dohvatu ruke.“ U istoj publikaciji, on napominje da je po nekim procenama 700.000 života spašeno samo u 2010. godini primenom antiretroviralne terapije. Kao što je jedan drugi komentar u The Lancet napomenuo, „Umesto da se bore sa akutnim i potencijalno opasnim po život komplikacijama, lekari se sada suočavaju sa upravljanjem hroničnog oboljenja što će u odsustvu leka potrajati decenijama.“
Američko Ministarstvo zdravlja i ljudskih resursa i Svetska zdravstvena organizacija preporučuju primenu antiretroviralnog tretmana kod svih pacijenata sa HIV. Zbog složenosti izbora i sprovođenja režima, potencijala razvoja nuspojava, kao i značaja redovnog uzimanja lekova kako bi se sprečila pojava virusne otpornosti, ove organizacije ističu značaj uključivanja pacijenata u izbor terapije i preporučuju analiziranje rizika i potencijalne koristi.
Svetska zdravstvena organizacija je definisala zdravlje kao više od odsustva bolesti. Iz tog razloga, mnogi istraživači su svoj rad posvetili boljem razumevanju efekata stigme povezane sa HIV-om, barijera koje stvara za intervencije lečenja i načina na koji se te prepreke mogu zaobići.

## Klase lekova
Postoji šest klasa lekova koji se obično koriste u kombinaciji pri tretmanu HIV infekcije. Antiretroviralni (ARV) lekovi su grubo klasifikovani po fazi životnog ciklusa retrovirusa koju lek inhibira. Tipične kombinacije uključuju 2 inhibitora nukleozidne reverzne transkriptaze (engl. nucleoside reverse-transcriptase inhibitors - NRTI) kao „osnova”, zajedno sa 1 nenukleozidnim inhibitorom reverzne transkriptaze (engl. non-nucleoside reverse-transcriptase inhibitor - NNRTI), inhibitorom proteaze (engl. protease inhibitor - PI) ili inhibitorima integraze, poznatim i kao inhibitori prenosa nuklearnih niti (engl. integrase nuclear strand transfer inhibitors - INSTI) kao „bazom”.

### Inhibitori ulaza
Inhibitori ulaza (ili fuzioni inhibitori) ometaju vezivanje, fuziju i ulaz HIV-1 virusa u ćeliju domaćina blokiranjem jedne od nekoliko bioloških meta. Maravirok i enfuvirtid su dva trenutno dostupna agensa iz ove klase. Maravirok deluje na meti CCR5, koreceptoru lociranom na ljudskim pomoćnim T-ćelijama. Pri upotrebi ovog leka je neophodan oprez, jer može da dođe do pomeraja u tropizmu što omogućava HIV-u da cilja alternativni koreceptor kao što je CXCR4.
U retkim slučajevima, pojedinci mogu imati mutaciju delta gena CCR5 što rezultira nefunkcionalnim CCR5 koreceptorom, i to pruža otpornost ili usporava napredovanje bolesti. Međutim, kao što je ranije pomenuto, ovo se može prevazići ako HIV varijanta koja cilja CXCR4 postane dominantna. Da bi se sprečilo spajanje virusa sa membranom domaćina, može se koristiti enfuvirtid. Enfuvirtid je peptidni lek koji se mora ubrizgati i koji deluje putem formiranja interakcija sa N-terminalnim heptadnim ponavljanjem gp41 HIV-a čime se formira neaktivni hetero-snop od šest heliksa, koji sprečava infekciju ćelija domaćina.

### Nukleozidno/nukleotidni reverzbi-transkriptazni inhibitori
Inhibitori nukleozidne reverzne-transkriptaze (NRTI) i inhibitori nukleotidne reverzne-transkriptaze (NtRTI) su nukleozidni i nukleotidni analozi koji inhibiraju reverznu transkripciju. HIV je RNK virus i stoga se ne može direktno integrisati u DNK u jedru ljudske ćelije. On se mora reverzno trankribovati u DNK. Pošto se konverzija RNK u DNK normalno ne vrši u ćeliji sisara, nju posreduje virusni protein, što ga čini selektivnom metom za inhibiciju. NRTI ligandi su terminatori lanca, koji kada su jednom ugrađeni, deluju tako što sprečavaju da se drugi nukleozidi inkorporiraju u DNK lanac zbog odsustva 3' OH grupe. Oba deluju kao konkurentni inhibitori supstrata. Primeri trenutno korišćenih NRTI liganda su zidovudin, abakavir, lamivudin, emtricitabin, i tenofovir.

### Nenukleozidni reverzno-transkriptazni inhibitori
Nenukleozidni inhibitori reverzne transkriptaze (NNRTI) inhibiraju reverznu transkriptazu putem vezivanja za jedno alosterno mesto enzima; NNRTI ligandi deluju kao beskonkurentni inhibitori reverzne transkriptaze.  NNRTI molekuli utiču na rukovanje supstratom (nukleotidima) reverzne transkriptaze putem vezivanja u blizini aktivnog mesta. NNRTI ligande se mogu dodatno klasifikovati u 1. i 2. generaciju. NNRTI ligandi prve generacije obuhvataju nevirapin i efavirenz. NNRTI ligandi druge generacije su etravirin i rilpivirin. HIV-2 je prirodno otporan na NNRTI ligande.

### Integrazni inhibitori
Integrazi inhibitori (takođe poznati kao inhibitori prenosa nuklearnih niti ili INSTI) inhibiraju virusni enzim integrazu, koji je odgovoran za integraciju virusne DNK u DNK zaražene ćelije. Trenutno je nekoliko inhibitora integraze pod kliničkim ispitivanjima, a raltegravir je bio prvi koji je dobio odobrenje FDA u oktobru 2007. Raltegravir ima dve grupe koje se vezuju za metale i nadmeće se sa supstratom sa dva jona Mg2+ na mestu vezanja metala integraze. Od početka 2014. godine, dva druga inhibitora integraze odobrena za kliničku upotrebu su elvitegravir i dolutegravir.

### Proteazni inhibitori
Proteazni inhibitori blokiraju viralne proteazne enzime koji su neophodni za formiranje finalnih oblika viriona nakon što isklijaju iz membrane domaćina. Ovi lekovi sprečavaju odvajanje prekurzorskih proteina gag i gag/pol. Čestice virusa proizvedene u prisustvu proteaznih inhibitora su defektivne i uglavnom neinfektivne. Primeri inhibitora HIV proteaze su lopinavir, indinavir, nelfinavir, amprenavir i ritonavir. Darunavir i atazanavir se trenutno preporučuju kao terapija prve linije. Inhibitori sazrevanja proizvode sličan efekat vezanjem na gag, međutim razvoj dva eksperimentalna leka iz ove klase, bevirimat i vivekon, zaustavljen je 2010. godine. Otpornost na neke proteazne inhibitore je visoka. Razvijeni su lekovi druge generacije koji su efikasni protiv inače rezistentnih varijanti HIV-a.

## Kombinovana terapija
Životni ciklus HIV-a može da bude kratak sa oko 1,5 dana od viralnog ulaza u ćeliju, preko replikacije, sklapanja i oslobađanja novoformiranih virusa, do infekcije drugih ćelija. HIV-u nedostaju enzimi provere tačnosti koji bi ispravili moguće greške nastale pri konverziji njegove RNK u DNK reverznom transkripcijom. Njegov kratki životni ciklus i visoka stopa grešaka uzrokuju da virus veoma brzo mutira, što rezultira velikom genetskom varijabilnošću HIV-a. Većina mutacija su bilo inferiornije od roditeljskog virusa (često im potpuno nedostaje sposobnost reprodukcije) ili nemaju bilo kavku prednost, ali neke od njih su superiorne pri prirodnoj selekciji u odnosu na roditeljske varijante, što može da im omogući da promaknu odbrambenim mehanizmima, poput ljudskog imunskog sistem i antiretrovirusnih lekova. Što su aktivnije kopije virusa, to je veća mogućnost da će nastati jedna koja je otporna na antiretrovirusne lekove.
Kada se antiretrovirusni lekovi nepravilno koriste, sojevi otporni na više lekova mogu vrlo brzo postati dominantni genotipovi. U eri pre nego što su postale dostupne višestruke klasa lekova (pre 1997), inhibitori reverzne transkriptaze zidovudin, didanozin, zalcitabin, stavudin i lamivudin su serijski korišćeni ili u kombinaciji, što je dovelo do razvoja mutacija rezistentnih na više lekova.

## Spoljašnje veze
- AIDSinfo - Comprehensive resource for HIV/AIDS treatment and clinical trial information from the U. S. Department of Health and Human Services Архивирано на веб-сајту  (22. март 2021)
- ASHM - Australian Commentary on HHS Guidelines for the use of Antiretroviral Agents in HIV-1-Infected Adults and Adolescents Архивирано на веб-сајту  (7. фебруар 2022)
- Origins of antiretroviral combination therapy
- Viral Load research papers, including effectiveness of HAART on reducing viral load
- Current status of gene therapy strategies to treat HIV/AIDS